# Adenoma bronquial
Bajo la denominación de adenoma bronquial se incluyen varios tipos de tumores que afectan al pulmón. Se originan en las células de la mucosa de los bronquios y sus glándulas. Se presentan con escasa frecuencia, pues corresponden únicamente al 1% del total de cánceres pulmonares. 
Aunque se consideraban tumores benignos, actualmente se sabe que en realidad muchos de ellos son malignos y pueden diseminarse. Se clasifican como tumores de baja malignidad y su mortalidad es escasa. 
Macroscopicamente son formaciones redondeadas de pequeño tamaño y desarrollo muy lento que crecen en la luz del bronquio, pudiendo llegar a obstruirlo y ocasionar tos irritativa, esputos con sangre (hemoptisis) o neumonías recurrentes en el mismo sector pulmonar.

## Clasificación
Se pueden clasificar en cuatro variedades:
- Carcinoides bronquiales. Corresponden al 80% de los adenomas bronquiales. Son tumores que segregan aminas y otras sustancias activas que producen una serie de síntomas que se engloban bajo el nombre de síndrome carcinoide.
- Carcinoma adenoide quístico. Es mucho menos frecuente que el carcinoide bronquial pero su malignidad es más alta. Se origina en las glándulas mucosas bronquiales y posee una estructura microscópica muy similar a la de ciertos tumores de las glándulas salivares.
- Carcinoma mucoepidermoide. Es un raro tumor de escasa malignidad que también puede originarse en las glándulas salivares.
- Adenoma de glándulas mucosas. Se origina en las glándulas mucosas bronquiales y su comportamiento es totalmente benigno.